# Plexaurella nutans
Plexaurella nutans is een zachte koraalsoort uit de familie Plexauridae. De koraalsoort komt uit het geslacht Plexaurella. Plexaurella nutans werd in 1860 voor het eerst wetenschappelijk beschreven door Duchassaing & Michelotti. 